# Jeremy Avigad
Jeremy Avigad est un professeur de philosophie à l'université Carnegie Mellon.
Il obtient un B.A. en mathématiques de l'université Harvard en 1989 et un Ph.D. de mathématiques de l'université de Californie à Berkeley en 1995 sous la direction de Jack Silver. Il est actif dans les domaines de la logique mathématique et des fondements des mathématiques, vérification formelle et des preuves de théorème interactif ainsi que d'histoire et de philosophie des mathématiques.

## Source de la traduction
- (en) Cet article est partiellement ou en totalité issu de l’article de Wikipédia en anglais intitulé « Jeremy Avigad » (voir la liste des auteurs).